# Une chiffe
Une chiffe est une nouvelle d’Anton Tchekhov parue en 1883.

## Historique
Une chiffe est initialement publiée dans la revue russe Les Éclats, no 8, du 19 février 1883, sous le pseudonyme A. Tchékhonté. La nouvelle pourrait avoir été aussi traduite en française sous le titre La Bouillie.  

## Résumé
Le narrateur fait appeler dans son cabinet Mlle Julie, la gouvernante de ses enfants. Il veut lui verser son salaire des deux derniers mois. Il entend lui donner trente roubles par mois, et non les quarante comme cela était convenu. Elle proteste à peine. En outre, il ne lui paiera pas les cinq premiers jours, les dimanches, les trois jours de fêtes, les quatre jours où Colas son fils a été malade et enfin les trois jours où elle a été souffrante l’après-midi.
Il retire également la tasse à thé qu’elle a cassée, la veste que Colas a déchiré et les dix roubles qu’elle a emprunté. Cette fois, elle proteste : elle affirme n’avoir emprunté que trois roubles. Il passe outre et lui retire en plus ces trois roubles qu’il n’avait pas noté.
En tout et pour tout, il lui donne onze roubles, et elle le remercie.
Il laisse éclater sa colère : pourquoi lui dire merci puisqu’il l’a volée. Elle répond : « Dans mes autres places, on ne me donnait rien du tout ». Il révèle alors la farce qu’il a voulu lui faire, reprend les onze roubles et lui donne une enveloppe qu’il avait préparé avec les quatre-vingts roubles dus.
« Est-il possible d’être aussi nouille ? », se demande-t-il en regardant son sourire piteux. « On peut », lit-il sur le visage de la jeune fille.

## Édition française
- Une chiffe, dans Œuvres de A. Tchekhov 1883, traduit par Madeleine Durand et Édouard Parayre, Les Éditeurs Français Réunis, 1952, numéro d’éditeur 431.